# Age of Mythology: The Titans
Age of Mythology: The Titans је експанзија за рачунарску игру  (АоМ). The Titans представља значајно проширење оригинала, пре свега захваљујући фокусу на нову, четврту цивилизацију – Атлантиђане. У овом проширењу, масивни, спори и изузетно жилави Титани могу са неколико удараца да униште било коју зграду.
Творци игре су мање пажње обраћали на историсјку аутентичност као у претходним играма Age of Empires серијала, а више на митове и легенде старих народа. Направљен је због огромног интересовања за његову претечу (четири месеца након издавања продато је преко 4 милиона примерака АоМ-а). Заправо једина разлика између ових игара је то што су у екпанзију убачени Титани за које се у грчкој митологији веровало да су владали светом пре Олимпијских богова. Такође су укључене многе нове функције, као што је ауто-чекање (енгл. auto-queueing; омогућава неограничену обуку јединица). Ово проширење игре садржи и нове мисије.

## Заплет
Кампања прати Кастора, сина Аркантосовог. У почетку је он преварен од стране Хроноса и почиње да уништава друге народе и да ослобађа Титане из Тартара. Али његов отац га води на прави пут и заједно са Кастором иде да порази Хроноса. Народи познати из основне игре су врло мало промењени. Током дванаест сценарија кампање играчи повремено могу бити у прилици да управљају осталим цивилизацијама, док Атлантиђани и њихова судбина заузимају највећи део нове кампање. После пада Атлантиде, преживели Атлантиђани се окрећу Титанима, моћним боговима древног света. Како их је Зевс након десетогодишњег рата збацио са трона и потом еонима држао заробљене, ослобођени богови траже освету, а крајња цена могао би да буде смак света.

## Основи играња са Атлантиђанима
На почетку игре се бира једно од три древна божанства, којем се приклања (Хроносу, Урану или Геји), што умногоме утиче на стил играња. Спорадично током кампање се бира између више мањих божанстава попут Атласа, Хипериона или Хелиоса. Сваки од њих доноси нове технологије и митске јединице. Хроносово контролисање времена и простора представља једну од интересантнијих божанских моћи, којом се одређена грађевина може телепортовати (уз забаван растачући ефекат) било где на мапу унутар видокруга јединица.
Митске јединице су прилично маштовите и поред хероја представљају главну ударну снагу војске. Сатири ће сатирати противничке јединице кишом копаља, Прометеји (иначе саздани од глине попут голема из јеврејског фолклора) се по умирању распадну на неколико мањих јединица, док су летећи Каладријани у стању да лече повређене саборце. Главне звезде ове експанзије су ипак Титани из наслова игре, мега-јединице којима се остварује приступ тек у одмаклој етапи мисије (свака цивилизација је добила по једног). Масивни, спори и изузетно жилави, Титани могу са неколико удараца да униште било коју зграду. О њиховој незаустављивости довољно говори чињеница да игра током мултиплајера обавештава друге играче када неко крене са изградњом титанске капије, док је сусрет два Титана битка око које се касније преду митови.

## Пријем
Критичари су Титане оценили са просечном оценом од 83.44% према Гејмранкингу (енгл. GameRankings) и 84 (од 100) на Метакритику (енгл. Metacritic)..